# 东北线 (泰国)
東北線是泰國的一條鐵路線，於北線的班帕奇站分岔。
東北線是泰國最重要的鐵路線之一，因為其為第一條客運鐵路，由曼谷至呵叻。

## 概要
1897年3月26日，该线一期华南蓬站至大城站段由泰国国有铁道在开通。。经过几次延伸，该线于1900年12月21日完工至呵叻站。1930年4月1日，支线乌汶叻差他尼线开通，1958年7月31日廊开站启用。
老挝延伸线于2009年3月5日开通，线路由廊开站连接塔納楞站。。坎萨瓦站已于2023年10月30日完工。，客运预计将于2024年4月开始运营，同时还计划开通直达曼谷的火车服务。
同年7月开始运营。。
东北干线的主要路线是从邦帕奇枢纽站到呵叻府站到廊开站的路段，但沿线人口在支线上要多得多，该线于1930年早些时候开通，运行的列车数量也多得多。。其背景是，这条支线毗邻柬埔寨和老挝，终点乌汶叻差他尼是作为国策建设的模范前线城市，是通往当时法属印度支那的门户。此外，受印度支那战争期间国防意识增强的影响，支线比主线（朝呵叻府以北的廊开方向）更早进行了轨道标准的现代化改造。
另一方面，通往廊开的主干线从20世纪40年代起逐渐延伸，直到1958年7月31日才通车通往廊开。铁路沿线地区人烟稀少，直到最近还被认为是泰国最贫穷的地区之一。结果，设施的现代化被大大推迟，连接曼谷与乌隆他尼和廊开的大多数火车都是廉价的带座位的夜间列车，这对旅客来说不是特别方便。（目前，有空调卧铺特快列车，主要针对富人和外国游客。）但其终点站廊开与老挝首都万象隔湄公河相望，两国深厚的历史与地理联系使其成为国际贸易重镇，加之孔敬府在他那叻政府时期被开发为农村现代化模范城市，连接廊开的干线在对老贸易和泰国东北部现代化的国家政策中被定位为继北部干线之后泰国的第二条干线。（未来计划将该线路经老挝延伸至越南。）自 2012 年 7 月起，呵叻府和廊开府之间的轨道标准改善工作正在进行中，同时站台高度也将提升至与支线相同的标准。
运行于華藍蓬站与乌汶叻差他尼站之间的67/68次卧铺特快列车，原先搭载着两辆从JR西日本转移而来的JNR14系客车，但从2012年左右开始改为普通车厢。
连接老挝东北部边境那空帕侬府、从邦派站至马哈沙拉堪府、黎逸府和穆達漢府的355公里支线的建设已获批准，据报道计划于2025年通车。据悉，若2021年中标，该项目将于2028年左右完工。
。
与该线路平行的曼谷—廊开高速铁路正在建设中，已经开通的呵叻府以南的大部分路段将设计与该线路相邻运行。预计2030年左右完工（佛历2573年）。
相思属隧道（长5.41公里）计划于2024年通车，将成为泰国最长的铁路隧道。。自2025年3月起，随着该隧道的开通，旧线区段包括周围的两个车站将进行改造，仅供专门的客运和货运列车使用。

## 运营
如上所述，有特快列车运行至北线并直达曼谷。截至2025年2月的常规旅客列车如下所示。
- 往乌汶叻差他尼方向

：特快列车2个往返（白天、夜间）、特快列车1个往返（白天）、快速列车3个往返（白天1次、夜间2次）
此外，还有多趟本地列车。
- 前往廊开

：1趟往返特快列车（夜间列车）、1趟往返特快列车（日间列车）、1趟往返快速列车（夜间列车，途经万象)
- 所有特快列车均使用岡奎和布瓦亚伊之间的绕行线路（见下文）。[c]
- 呵叻府和布亚艾府之间仅有四趟常规旅客列车运行。另一方面，绕行线路上有两趟往返的本地列车。

随着2023年时刻表的改变，东北本线的所有直达列车都将坤帖阿披瓦中央站为起点和终点，不再运行至华南蓬站。但冬季的旅游列车等特别列车不在此限。廊曼站以南区段已改为高架线。

## 数据

### 路线数据
- 路线距离：
  - 邦帕奇 - 岡奎 - 塔侬奇拉 - 廊开 531.15公里
  - 塔侬奇拉 - 乌汶叻差他尼 308.82公里 *全程单轨
  - 康科伊 - 布亚艾 250.80公里 *全程单轨
  - 廊开 - 万象 13.65公里 *全程单轨
- 双轨部分：
  - 邦帕奇 - 馬卡保 44.35公里
  - 塔农奇拉 - 孔敬 183.47公里
- 单线区段（不包括支线）：
  - 地图卡宝-塔侬奇拉 131.98公里 *双轨建设正在进行中（截至2021年）
  - 孔敬 - 廊开 171.35 公里 * 计划为双轨
- 轨距：1,000毫米
- 电气化区段：无（全线非电气化）

### 信号和阻塞系统

#### 主线
- 华南蓬站与坤帖阿披瓦中央站之间：自动信号 (CTC) 3条平行线路（与北线共用）
- 坤帖阿披瓦中央站 - 馬卡保区段；自动信号（CTC）2 条平行线
- 馬卡保-塔侬奇拉枢纽站；自动信号 (CTC) 单轨
- 塔侬奇拉枢纽站与孔敬站之间：自动信号（CTC）2 条平行轨道
- 孔敬府与纳塔之间；非自动闭塞
- 拿沙-廊开段：非自动闭塞（联锁闭塞系统）

#### 支线
- 塔侬奇拉枢纽站与乌汶叻差他尼站之间：非自动闭塞（票式闭塞系统）
- 岡奎枢纽站 - 布亚艾枢纽站（旁路）；非自动闭塞（联锁闭塞系统）
- 廊开和塔纳巷之间：自动信号CTC仅为设施。自2012年3月起，该站采用票务拦截系统运营。 }>

#### 区块边界型四级车站和信号处理站
本线路非自动闭塞区段，除部分信号处理车站至少设有进站信号机外，还有数个车站既未设有进站信号机，也未设有出发信号机。这些车站通常仅作为区块边界，主要职责是处理两个方向的区块区段并管理相关车票，但也有简单的列车换乘设施。当这些车站需要调换列车时，信号处理站（两个方向最近的上级车站）的站长将召开会议，相互通知列车将在其车站调换。同时，提前告知目标列车的司机，对面驶来的列车将在该车站通过或分离。（通常会随机票插入一张通知单，以通知承运人。）
当两列火车要交会时，站长会用红绿旗的手势让第一辆到达的火车（通常比对面火车的等级低）进入侧线，然后第二辆到达的火车（通常比对面火车的等级高）会在车站前停下，然后允许进入正线停车或通过。
虽然根据规定，在这种区间边界站进行火车换乘是一种例外，但实际情况是，泰国国家铁路局采取此类措施是临时性的，火车晚点的情况时有发生。

### 歴史
- 1891年3月9日：開始興建
- 1896年3月26日：曼谷-大城
- 1900年12月21日：大城-呵叻
- 1925年4月1日：呵叻-武里南
- 1928年8月1日：武里南-四色菊
- 1930年4月1日：四色菊-烏汶[1]

後來泰國國鐵興建廊開主線。
- 1933年4月1日：呵叻-孔敬
- 1941年6月24日：孔敬-烏隆他尼
- 1955年9月13日：烏隆他尼-那他
- 1958年7月31日：那他-廊開[1]
- 2009年3月5日：廊開-塔那楞
- 2023年10月31日：塔納楞-坎薩瓦

後來泰國國鐵另行建設支線，於1967年8月19日通車

## 区間
- 泰语版东北线车站列表（泰语）各个站点都有关于蹦床的信息。

### 邦帕奇枢纽站 - 廊开站
2016年1月10日，泰国铁路他侬奇拉站至孔敬站复线区段开工仪式举行。，2019年已完工。
馬卡保和塔侬奇拉之间目前正在复线化。该工程原定于2021年底完工，但由于征地问题而被推迟。、截至2025年3月，仍未完工。
2024年7月28日，部分线路（马卡保-姆瓦克莱克段，包括两座隧道）开通。。但由于隧道内空调不足，乘客抱怨不断，改道计划被推迟。。
自2024年12月18日起，普通旅客列车将改为在新线路上运行，只有旅游专列在旧线上停靠法萨德站，只有货运列车在兴立站停靠。
泰国政府已要求泰国国家铁路局加快孔敬至廊开段复轨工程的进度，该工程目前尚未开工。该建设合同于2024年12月签署。